# Psephenus minckleyi
Psephenus minckleyi är en skalbaggsart som beskrevs av Brown och Murvosh 1974. Psephenus minckleyi ingår i släktet Psephenus och familjen Psephenidae. Inga underarter finns listade i Catalogue of Life.